# Westers (Terschelling)

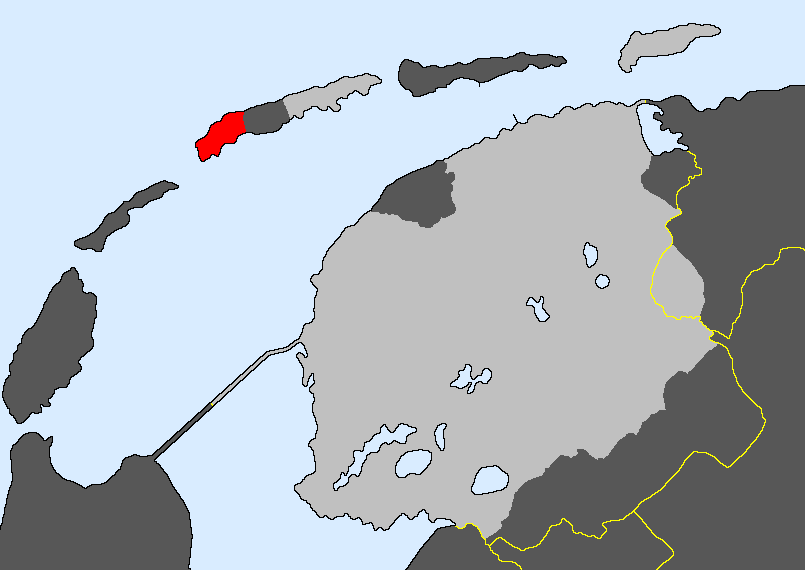
Verspreiding van het Westers.

Het Westers (Westers: Schylgers), is het Fries dialect dat wordt gesproken op het westelijk deel van het Waddeneiland Terschelling. Het is nauw verwant aan het Aasters, het dialect dat gesproken wordt in het oostelijk gedeelte van Terschelling. De twee Friese zusterdialecten worden gescheiden door het Midslands, het Nederlandse dialect dat in het midden van het eiland wordt gesproken. Sinds het midden van de twintigste eeuw is het Westers sterk in verval geraakt, omdat de taal praktisch niet meer wordt doorgegeven aan de kinderen. Het is daarmee een wederzijds communicatiemiddel geworden voor de oudere generaties.

## Geschiedenis
Hoewel de taalkundige G.G. Kloeke al aan het begin van de twintigste eeuw redeneerde dat als West-Friesland voorheen Friestalig was geweest dat de Waddeneilanden dat oorspronkelijk ook moesten zijn geweest, dit werd niet direct geaccepteerd. Nog in 1934 verklaarde de Groninger hoogleraar Klaas Heeroma, die zelf uit Terschelling kwam, dat zijn eiland van Nederfrankische oorsprong moet zijn geweest, aangezien hij grote overeenkomsten zag tussen Midslands en de dialecten van Vlieland, Texel, Wieringen, Drechterland (bij Enkhuizen) en de Zaanstreek. Die dialectgroep had volgens zijn idee niets met het Fries te maken, en zelfs het Stadsfries had volgens hem een heel andere oorsprong. Hij zag de twee onmisbare Friestalige uiteinden van Terschelling als vrij jonge kolonies Friezen die oorspronkelijk uit de Zuidwesthoek kwamen.
Men is tegenwoordig van mening dat de overeenkomsten die Heeroma zag tussen het Midslands en de genoemde Nederlandse dialecten wel degelijk bestaan, maar dat de onderliggende oorzaak van die overeenkomsten nu juist de Friese ondergrond is, dat het Midslands met de Westfriese dialecten verbindt. De tegenwoordig algemeen aanvaarde manier van kijken sluit daarom meer aan bij de redenering van Kloeke. Terschelling moet oorspronkelijk volledig tot het Friese taalgebied hebben behoord, maar werd tijdens de Middeleeuwse Fries-Hollandse Oorlogen in 1396 bezet door Albrecht van Beieren, de graaf van Holland, en kwam daarna onder Hollands bestuur dat tot 1942 zou duren.
Daarnaast fungeerde Midsland eeuwenlang als bestuurlijk centrum en zo zou de Friese taal daar en in de omliggende dorpen en buitengebieden op den duur geleidelijk verdwijnen, zoals dat ook gebeurde op het Friese vasteland in de steden. Hoe verder je van het bestuurscentrum kwam, hoe minder de invloed van de Nederlandse bestuurstaal was, zodat aan de west- en oostkant van Terschelling de lokale dialecten hun Friese karakter behielden. Midslands had de functie van een soort lingua franca op het eiland, een algemene omgangstaal, die niet alleen door de Midslanders zelf werd beheerst, maar ook door de mensen van het Westen en Oosten. Zo droeg het Midslands bij aan een proces van vernederlandsing dat ook in de twee andere dialecten duidelijke sporen heeft nagelaten.

## Status
Het Westers geniet geen officiële status of erkenning op Terschelling. Zelfs in de provincie Friesland heeft het geen erkenning als Fries dialect los van de standaard Friese taal, en aangezien Westers vrij ver verwijderd is van dat Standaard Fries, stelt de status die het als dialect heeft niet zoveel voor. Hoewel men het Westers zonder bezwaar informeel als een van de regionale talen van Friesland zou kunnen beschouwen, is het slechts de vraag of dit juridisch ook tot de mogelijkheden behoort, rekening houdend met het feit dat in de Friese context meestal naar "regionale talen" wordt verwezen naar is aan de niet-Friese dialecten in Friesland.
Hoewel in Friesland sinds 1980 het onderwijs in het Fries verplicht is op basisscholen, heeft de gemeente Terschelling hiervan een vrijstelling en vullen de scholen op het eiland de vrijgekomen tijd met lessen "tuinieren", over de Terschellingse cultuur. Er wordt echter geen specifiek onderwijs gegeven in het Westers, ook al wordt dit wel gedaan voor het Aasters aan de oostkant van het eiland.

## Gebruik
Vanaf 1931 was het vooral de West-Terschellinger Gerrit Knop, die zich inzet voor het behoud van Westers. Dit deed hij door de publicatie van verschillende boeken en artikelen, en door zijn eilandgenoten aan te moedigen om net als hij korte verhalen en gedichten in hun eigen dialect te schrijven. Hij was ook de drijvende kracht achter de publicatie (in 1935) van het eerste Westerse voorleesboek (voor schoolkinderen), het zogenaamde Schylgerlaner Leisboek, waarin alle drie de dialecten (Westers, Midslands en Aasters) van het eiland aan bod kwamen. Postuum verscheen door Knop in 1954 het boek De Spraakkunst der Terschellingse dialecten, waarin hij zeer nauwkeurig de drie Terschellingse dialecten taalkundig trachtte vast te leggen.
In 1980 begon Martha van Wichen-Schol op eigen initiatief met het samenstellen van een woordenlijst van Westers, die uiteindelijk in 1986 door de Friese Academie werd uitgegeven onder de titel Woddenboek van et Westers. In het voorwoord schreef K.F. van der Veen dat de Friese Academie die woordenlijst erg voorlopig vindt en plannen heeft om op basis daarvan weer een heus woordenboek van het Westers te schrijven.

## Sprekers
Het Westers wordt al lang gesproken in het westelijke gedeelte van Terschelling. Ongeveer halverwege het Eiland grenst het Westers taalgebied aan het Midslands. Volgens een schatting uit 2004 zou het Westers toen nog gesproken zijn door zo'n 400 mensen, die vrijwel zonder uitzondering tot de bejaarden behoorden. Gevolg hiervan was dat het aantal sprekers van dit dialect de daaropvolgende decennia geleidelijk verder afnam.

## Kenmerken

#### Verschillen met het Aasters
De twee zusterdialecten Westers en Aasters lijken erg op elkaar, al zijn er ook duidelijke verschillen. Het gaat dan vooral om onder andere klanken en in mindere mate onderscheidingen op het gebied van de woordenschat. Wat betreft de geluidsverschillen, het volgende voorbeeld:
| Dialect/taal    | Voorbeeld                            | IPA                        |
| --------------- | ------------------------------------ | -------------------------- |
| Nederlands      | Het moet een meevaller zijn geweest. | -                          |
| Standaard Fries | It hat wol in gelok west.            | [ǝt hat ʋol ǝn ɡǝlok ʋɛst] |
| Westers         | Et hat wol un gelok wên.             | [ǝt hat ʋol ǝn ɡǝlok ʋɛ:n] |
| Aasters         | Et hat wol un geluk wen.             | [ǝt hat ʋol ǝn ɡǝlœk ʋɛn]  |

#### Verschillen met het Standaardfries
Het verschil tussen Westers en Standaardfries is veel groter dan dat met het Aasters, maar ook weer niet zo groot dat ze elkaar niet verstaan. De verschillen zitten slechts in geringe mate op het gebied van de woordenschat.

#### Buitenlandse invloeden
Naast de invloed van het Friso-Frankische Midlands en later van het Standaardnederlands, is de taal ook beïnvloed door andere talen. Vooral in de zeventiende en achttiende eeuw, de tijd dat er op de Waddeneilanden veel op walvissen werd gejaagd, ook onder invloed van Scandinavische talen, zoals Zweeds, Deens en Noors. Ook de eeuwenlange Oostzeehandel speelde in dat kader een grote rol.